# Steven Kitshoff
Steven Kitshoff (Somerset West, 10 febbraio 1992) è un rugbista a 15 sudafricano che gioca nel ruolo di pilone nell'Ulster in United Rugby Championship. Ha vinto per due volte la Coppa del Mondo di rugby con il Sudafrica nel 2019 e nel 2023.

## Biografia
Kitshoff si formò come giocatore di rugby nelle giovanili di Western Province. Con lo stesso club esordì tra i professionisti durante un incontro con i Natal Sharks, valido come quarto di finale della Vodacom Cup 2011. Passato circa un mese, debuttò anche nel Super Rugby dopo che, nonostante la giovane età (19 anni) e la poca esperienza, il tecnico degli Stormers Allister Coetzee lo aveva incluso nella squadra per il torneo. Nella stessa annata, scese in campo per la prima volta anche in Currie Cup vestendo la maglia di Western Province, compagine con cui vinse la competizione l'anno successivo. Dopo cinque stagioni giocate con la squadra di Città del Capo e con la relativa franchigia degli Stormers, nel febbraio 2015 annunciò il suo trasferimento nel club francese del Bordeaux Bègles, avvenuto al termine della Currie Cup di quell'anno. In Francia disputo solo due annate, in quanto, nel marzo 2017, decise di ritornare in Sudafrica per dare priorità alla sua attività in nazionale firmando un doppio contratto con gli Stormers e con la federazione sudafricana. A partire dal Super Rugby 2019 iniziò a vestire i gradi di capitano degli Stormers quando Siya Kolisi era assente.
A livello internazionale, Kitshoff fece parte della selezione sudafricana che vinse il Campionato mondiale giovanile di rugby 2012. Il suo esordio con il Sudafrica avvenne nel giugno 2016 nell'ultimo incontro del tour estivo dell'Irlanda in terra africana; successivamente disputò anche tutte le partite del The Rugby Championship 2016 e della finestra autunnale di amichevoli. Dopo 18 presenze, giocò il suo primo test come titolare negli Springboks contro la Nuova Zelanda in occasione dell'ultima giornata del The Rugby Championship 2017. Nelle stagioni internazionali 2017 e 2018 Kitshoff è sceso in campo in tutti gli incontri giocati dalla sua nazionale, segnando la sua prima meta nella sfida all'Italia del novembre 2017. Dopo aver preso parte al vittorioso The Rugby Championship 2019, fu convocato per la Coppa del Mondo di rugby 2019. Nel corso della competizione iridata, giocò tutte le partite che portarono il Sudafrica a laurearsi campione del mondo.
Nel dicembre 2018 ha ottenuto la sua prima presenza con i Barbarians nella loro sfida contro l'Argentina.

## Palmarès
- Coppe del mondo: 2
Sudafrica: 2019, 2023
- Rugby Championship: 1
Sudafrica: 2019
- United Rugby Championship: 1
Stormers 2021-22
- Currie Cup: 1
Western Province: 2012